# Новацианство
Новатиа́не или новациа́не (др.-греч. ναυατιανοί; лат. novatiani), или кафа́ры или чи́стые (др.-греч. καθαροί — «чистые»; лат. cathari) — раскольническое движение III—VII веков, получившие своё имя от Новациана, который восстал против допускавшегося Римским епископом Корнилием благосклонного принятия в Церковь ранее отпавших от неё.

## История
К Новатиану присоединились приверженцы монтанистических взглядов, а затем и Новат, прибывший из Карфагена. Хотя в расколе Новациана проводились мнения, противоположные Новатовским, их роднило стремление пресвитеров выйти из-под власти епископов. При деятельном участии Новата скоро произошло формальное отделение раскольников от Римской Церкви, они поставили себе епископом Новациана.
По учению Новациана, так как Церковь есть общество святых, все падшие и соделавшие смертные грехи после крещения должны быть извергаемы из неё и ни в каком случае не могут быть принимаемы обратно. Церковь не может прощать тяжких грешников; если же она их прощает и принимает обратно, то сама делается нечистой, перестаёт быть святой. В своё общество новациане не принимали тяжких грешников, а отпадших от Православной Церкви принимали не иначе как через перекрещивание.
Спорящие Римские партии православных и новациан обратились за посредничеством к Церквам Карфагенской, Александрийской и Антиохийской. Святители Киприан Карфагенский и Дионисий Александрийский решительно высказались против Новациана, но Фавий Антиохийский склонялся на его сторону, увлекаясь строгостью его жизни и его строгими требованиями.
Первый Никейский Собор, известный также как Первый Вселенский Собор, в 325 году принял 8 правило, посвященное кафарам, согласно этому правилу клириков новатиан надо было принимать через возложение на их головы рук кафолических епископов или через благословение. При этом епископы и пресвитеры кафаров при согласии кафолического епископа при возложении на них рук становились кафолическими епископами и пресвитерами. Если же принимающий епископ не соглашался, чтобы принимаемый епископ кафаров становился кафолическим епископом, то в этом случае епископ кафаров становился или хорепископом или пресвитером. Лаодикийский собор 364 года в своём седьмом правиле упоминает о новацианах как о еретиках и определяет их принимать в Церковь через миропомазание. Василий Великий при классификации еретиков в своём первом правиле кафаров отнёс к числу раскольников. Первый Константинопольский собор в 381 году в своём седьмом правиле повторил седьмое правило Лаодикийского собора о приеме новациан через миропомазание. В 692 году это же правило о приёме новациан повторит в своём 95 каноне Трулльский собор.
Епископы кафолической церкви при поддержке Византийских императоров проводили репрессивную политику против кафаров. Например, около 400 года Иоанн Златоуст, возвращаясь из Эфеса в Константинополь, отнял на пути у новациан и четырнадцатидневников много церквей
30 мая 428 года император Феодосий II издаёт указ, воспрещавший арианам, македонианам и аполлинаристам иметь церкви в городах, а новацианам и савватианам — возобновлять или чинить существующие у них церкви; любые молитвенные собрания во всех землях римской империи запрещены евномианам, валентинианам, гидропарастатам, монтанистам и другим; и наконец — манихеям, «которые дошли до последней крайности нечестия, должны быть изгоняемы отовсюду и подвергаемы жестоким казням».
Новацианские общества распространились в Карфагене, Александрии, Сирии, Малой Азии, Галлии, Испании и существовали до VII столетия. Причина распространения и относительной стойкости новацианского раскола кроется в строгости его правил и в монтанистической привязанности некоторых членов Церкви к внешним подвигам благочестия.